# Quốc lập Vườn quốc gia Hidaka-Mũi Erimo
Quốc lập Vườn quốc gia Hidaka-Mũi Erimo (日高山脈襟裳国定公園 Hidaka-sanmyaku Erimo Kokutei-Koen ?) là khu bảo tồn được coi như vườn quốc gia có diện tích lớn nhất ở Nhật Bản. Khu bảo tồn bao gồm các phần của Núi Hidaka và Mũi Erimo, nằm ở Đông Nam đảo Hokkaidō. Khu bảo tồn đã được chỉ định Công viên tỉnh Erimo vào năm 1950 và Công viên Tự nhiên tỉnh Erimo vào năm 1958 cho đến khi nó đã được nâng lên thành một Khu bảo tồn Vườn quốc gia năm 1981. Nó được phân loại như là một tượng đài tự nhiên của Ủy ban Thế giới về Khu bảo tồn (WCPA).
Giống như tất cả các Khu bảo tồn Vườn quốc gia khác ở Nhật Bản, nó được quản lý bởi chính quyền tỉnh.